# Série 9630 da CP

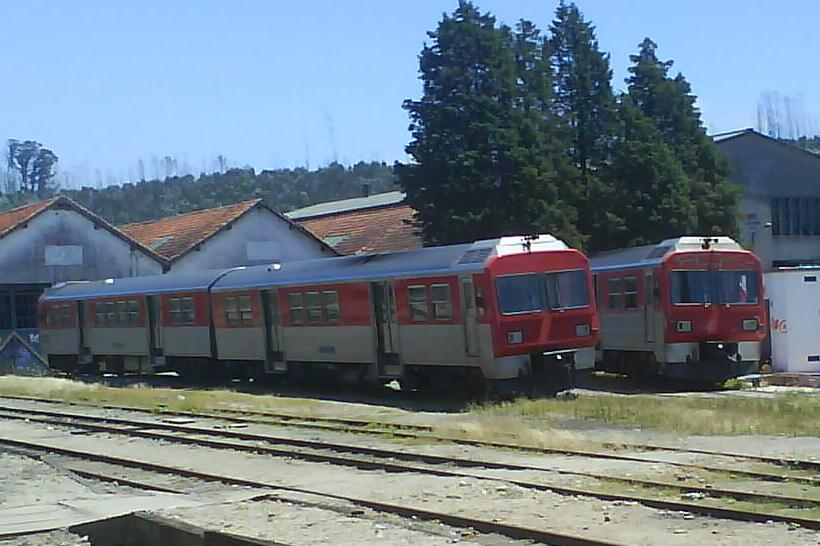
Automotoras da série 9630 parqueadas na Estação de Sernada do Vouga.

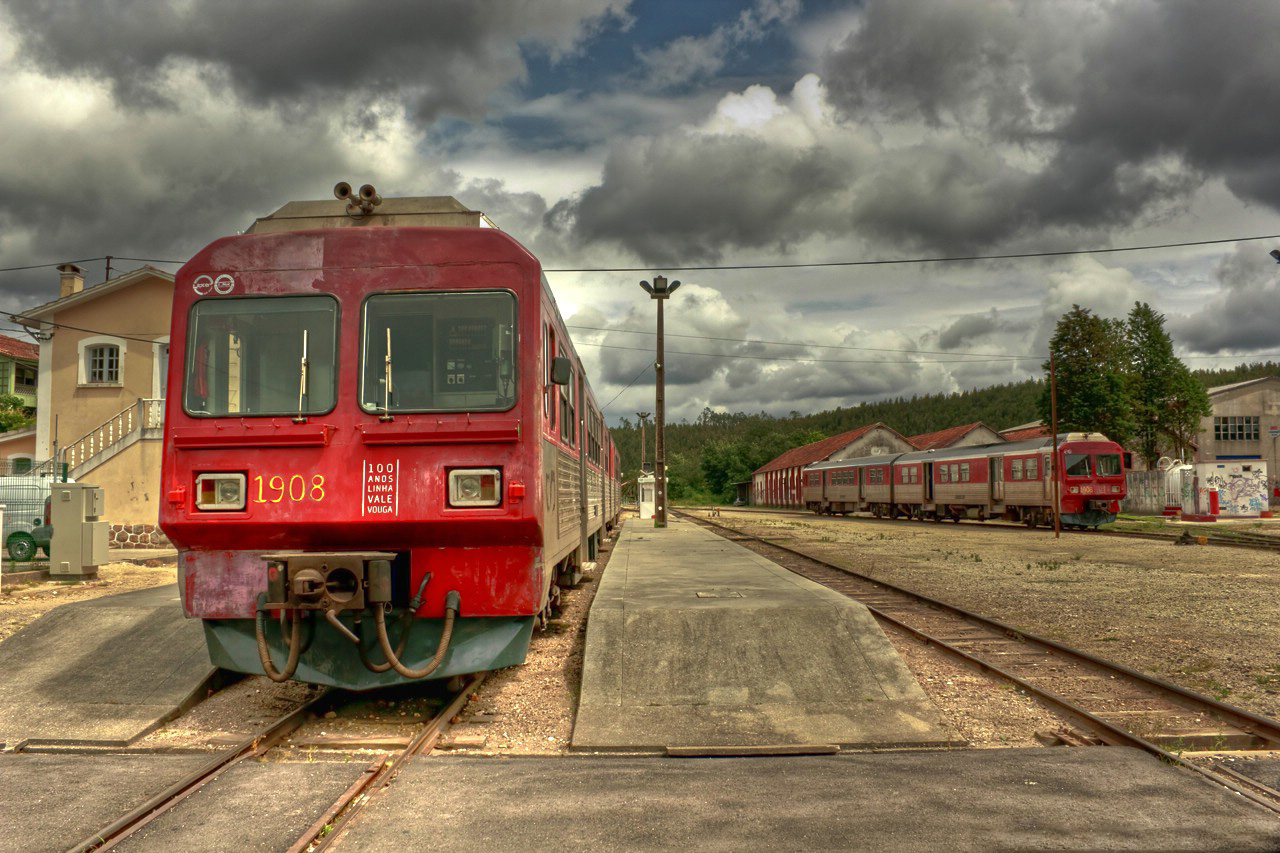
Automotoras da série 9630 em serviço na Estação de Sernada do Vouga.

A Série 9630, também conhecida como Vouguinha, é um tipo de automotora, utilizada pela companhia dos Caminhos de Ferro Portugueses na Linha do Vouga e no Ramal de Aveiro, em Portugal.

## História
Foram construídas na fábrica da Amadora da empresa Sociedades Reunidas de Fabricações Metálicas, tendo entrado ao serviço em Setembro de 1991, para reforçar os serviços na Linha da Póvoa. Vieram, desde logo, preparadas para adaptação a tracção eléctrica, devido ao facto de, nesta época, existir um projecto de electrificação desta linha.
Em 2002, data em que a Linha da Póvoa encerrou para obras de adaptação ao Metro do Porto, esta unidades foram destacadas para a Linha do Vouga e o Ramal de Aveiro, substituindo as automotoras da Série 9300.

## Caracterização
Cada automotora desta série é formada por dois veículos acoplados, sendo um motorizado, e o outro, rebocado. Uma das distinções desta série, em relação às outras automotoras da sua geração a circularem em Portugal, era o número de circuitos electrónicos presentes, destacando-se o sistema informático, para a regulação da marcha.

## Ficha técnica
- Características de exploração
  - Ano de entrada ao serviço: 1991[3][2]

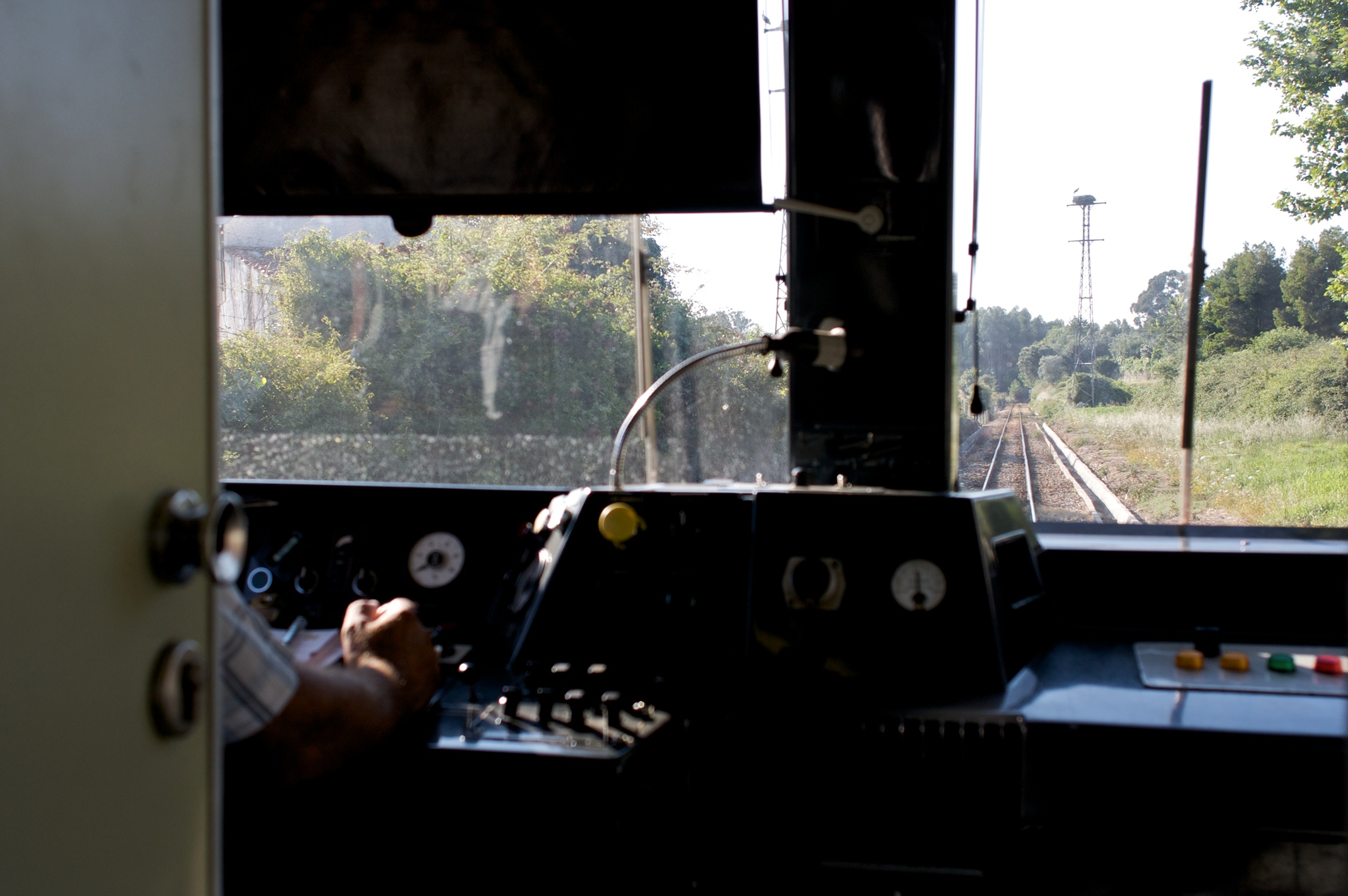
Cabina de condução de uma automotora da Série 9630.

  - Número de automotoras: 7 (9631 – 9637)[3][2][5]
- Dados gerais
  - Construtores: Sorefame / CAF[2]
  - Bitola de Via: 1000 mm[6]
  - Tipo de composição: Unidade Dupla a Diesel (motora + reboque)[3]
  - Tipo de tracção: Gasóleo (diesel)[6]
- Transmissão
  - Fabricante: ABB / Henschel[1]
- Motores de tracção
  - Potência: 434 CV[1]
- Características de funcionamento
  - Velocidade máxima: 90 km/h[1]

### Lista de material
| : | qt. | estado     |
| - | --- | ---------- |
| ✔︎ | 7   | ao serviço |
| 7 | 7   | (total)    |

| №    | : | a    | observações |
| ---- | - | ---- | ----------- |
| 9631 | ✔︎ | 1991 |             |
| 9632 | ✔︎ | 1991 |             |
| 9633 | ✔︎ | 1991 |             |
| 9634 | ✔︎ | 1991 |             |
| 9635 | ✔︎ | 1991 |             |
| 9636 | ✔︎ | 1991 |             |
| 9637 | ✔︎ | 1991 |             |